# Фурни (остров)
Фу́рни (греч. Φούρνοι) — крупнейший из островов Фурни в Эгейском море. Принадлежит Греции. Административно относится к общине Фурни-Корсеон в периферийной единице Икария в периферии Северные Эгейские острова. Расположен в центре архипелага. Пролив Икария отделяет острова от находящегося к востоку острова Икария, пролив Фурни — от острова Самос, находящегося к юго-западу. Наивысшая точка — 514 м над уровнем моря. Площадь острова составляет 30,5 км², береговая линия сильно изрезана, протяженность береговой линии — 74 км. Население 1313 человек по переписи 2011 года.
На берегу бухты Фурни, которая вдаётся в остров с запада и защищена островом Тимена, находится село Фурни, административный центр общины Фурни-Корсеон.